# Ted Stevens
Theodore "Ted" Fulton Stevens (18 de noviembre de 1923 - 9 de agosto de 2010) fue un senador estadounidense republicano de Alaska, que sirvió desde el 4 de diciembre de 1968, hasta el 3 de enero de 2009.

## Trayectoria

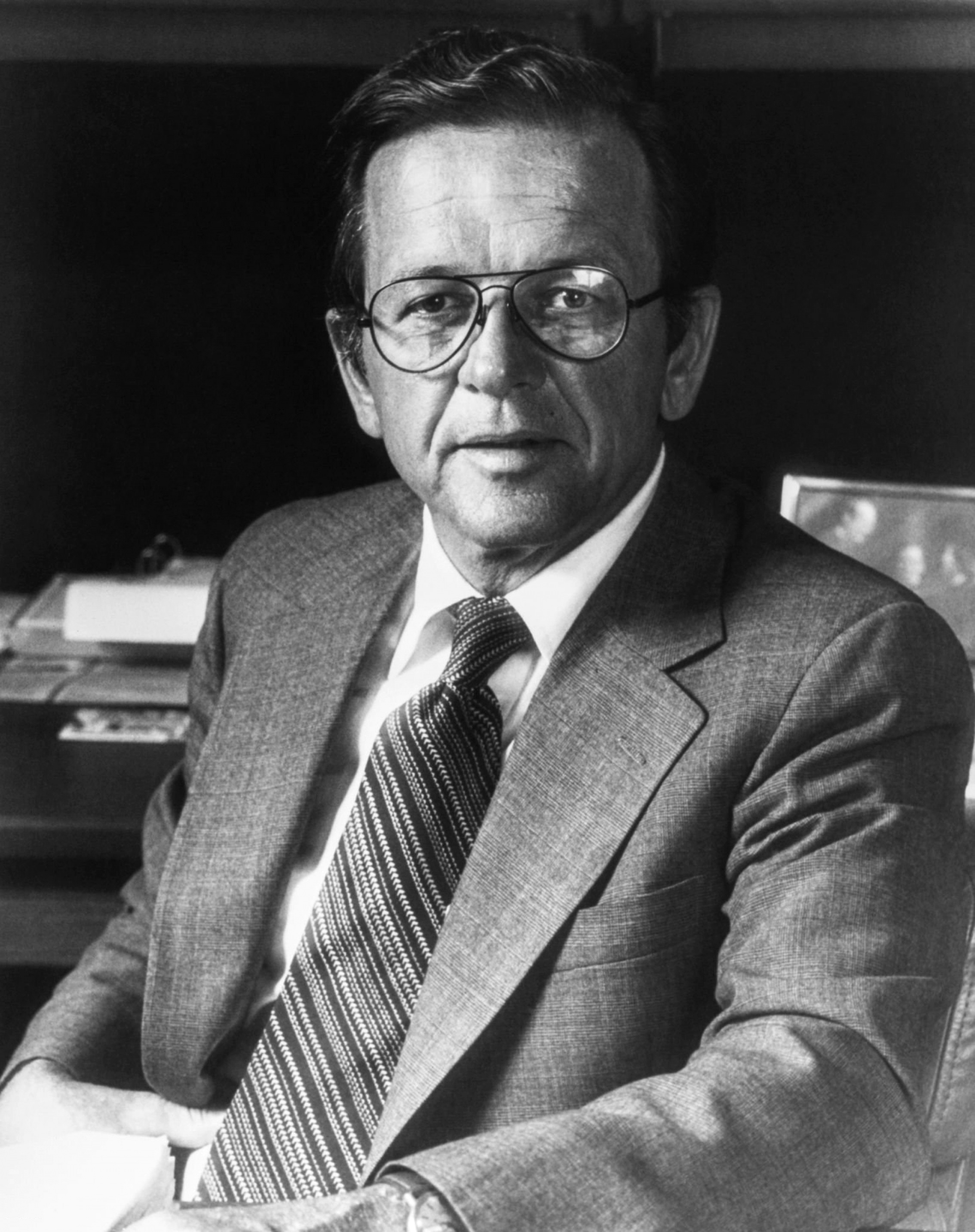
Retrato del senador Ted Stevens, republicano por Alaska. 1983

Stevens fue Presidente Pro Tempore del Senado de los Estados Unidos en el 108.º y 109.º Congreso del 3 de enero de 2003, al 3 de enero de 2007. Stevens fue el senador republicano que más ha servido en la historia (Strom Thurmond, que pudo haber tenido este título, fue un demócrata hasta 1964) y el séptimo Senador que más ha servido en la historia. Stevens fue un senador senior. Stevens fue reemplazado como Presidente Pro Tempore por Robert Byrd asumiendo el rol honorario de "Presidente Pro Tempore Emérito del Senado." Él es el tercer senador en obtener ese título de Presidente Pro Tempore Emérito, junto con Byrd y Strom Thurmond. Ted perdió su intento de reelección en 2008 después de ser condenado por cargos de corrupción, pero el caso luego fue desestimado debido a una mala gestión de la Fiscalía.
El 10 de agosto de 2010, Stevens tuvo un accidente aéreo mientras se dirigía a un albergue privado. Un amigo de la familia afirmó que Stevens se encontraba entre las personas fallecidas, pero aunque al principio fuentes oficiales no lo habían confirmado, luego la CNN confirmó su muerte.

## Fallecimiento
El 9 de agosto de 2010 viajaba a bordo de un vuelo de un de Havilland Canada DHC-3 Otter que se estrelló cerca de Aleknagik, Alaska.
La Guardia Nacional Aérea de Alaska cuando llegó a la escena del lugar en helicóptero 10 horas después  dijo que la lluvia y la neblina en la zona empeoraron los esfuerzos de rescate. La Junta Nacional de Seguridad del Transporte envió un equipo de investigadores, algo que normalmente no hace para accidentes que están relacionados con aeronaves privadas o de corporaciones.
Además viajaba el exadministrador de la NASA Sean O'Keefe. En un principio ni O'Keefe ni Stevens se contaban entre los personas fallecidas. Más adelante se informó que Stevens murió en el accidente. En la avioneta se encontraban a bordo nueve personas de las cuales 4 fallecieron. Las autoridades informaron de que el cielo estaba nublado y había poca visibilidad en la zona del siniestro. El lugar del accidente está ubicado al norte de la bahía de Bristol, unos 500 kilómetros al suroeste de Anchorage, la ciudad más poblada del estado.